# Франклин, Бенджамин
Бе́нджамин Фра́нклин (англ. Benjamin Franklin [ˈbɛndʒəmɪn ˈfɹæŋklɪn]; 17 января 1706, Бостон, Провинция Массачусетс-Бэй, Британская империя — 17 апреля 1790, Филадельфия, Пенсильвания, США) — американский политический деятель, дипломат, изобретатель, учёный, философ, писатель, масон, полимат. Одна из самых влиятельных фигур XVIII века.
Единственный из отцов-основателей США, скрепивший своей подписью все три важнейших исторических документа, лежащих в основе образования Соединённых Штатов Америки как независимого государства: Декларацию независимости, Конституцию и Версальский мирный договор 1783 года (Второй Парижский мирный договор), формально завершивший войну за независимость тринадцати британских колоний в Северной Америке от Великобритании.
Его портрет изображён на стодолларовой купюре федеральной резервной системы США с 1914 года.
Франклин является автором афоризма «Время — деньги».   

## Биография
Бенджамин Франклин родился 17 января 1706 года на улице Милк-стрит в Бостоне пятнадцатым ребёнком в семье эмигрантов из Англии Джозайи Франклина (1657—1745), ремесленника, занимавшегося изготовлением мыла и сальных свечей, и Абии Фолджер (1667—1752). У Бенджамина Франклина было множество братьев и сестёр от двух браков его отца: Элизабет Франклин (1678—1759), Сэмюэл Франклин (1681—1720), Ханна Франклин (1683—1723), Джозайя Франклин-младший (1685—1715), Энн Франклин (1687—1729), Джозеф Франклин (1688—1688), Джозеф Франклин II (1689—1689), Джон Франклин (1690—1756), Питер Франклин (1692—1766), Мэри Франклин (1694—1730), вышедшая замуж за Роберта Хоумса (1694—1727), Джеймс Франклин (1697—1735), Сара Франклин (1699—1731), вышедшая замуж за Джеймса Дэвенпорта (1693—1759), Эбенезер Франклин (1701—1702), Томас Франклин (1703—1706), Лидия Франклин (1708—1758), вышедшая замуж за Роберта Скотта (1700—1747) и Джейн Франклин Меком (1712—1794), вышедшая замуж за Эдварда Мекома (1704—1765). Образование получил в основном самостоятельно. Джозайя хотел, чтобы сын ходил в школу, но денег у него хватило лишь на два года обучения. С 12 лет Бенджамин начал работать учеником в типографии своего брата Джеймса, а печатное дело стало его основной специальностью на многие годы.
В 1720-х годах Франклин уехал в Лондон учиться типографскому делу.
В 1723 году Франклин, не найдя работы в Нью-Йорке, перебрался в Филадельфию и поступил рабочим в типографию. Губернатор Пенсильвании Вильям Кейс предложил Франклину отправиться в Лондон, чтобы усовершенствоваться в типографском искусстве. Однако в Лондоне вследствие неисполнения данных ему Кейсом обещаний Франклин очутился буквально на улице. Он работал в лондонских типографиях и через полтора года возвратился в Америку.
В 1727 году создал в Филадельфии кружок взаимного просвещения и самоусовершенствования.
В 1727 году Франклин основал в Филадельфии собственную типографию. С 1729 по 1748 год он издавал «Пенсильванскую газету», а с 1732 по 1758 год — ежегодник «Альманах бедного Ричарда».
В 1728 году Бенджамин Франклин основал Филадельфийский дискуссионный кружок ремесленников и торговцев «Клуб кожаных фартуков» («Филадельфийская хунта»), превратившийся в 1743 году в Американское философское общество.
В 1731 году основал старейшую в США публичную библиотеку, в 1751 году — Филадельфийскую академию, ставшую основой Пенсильванского университета. С 1737 по 1753 год он исполнял должность почтмейстера Пенсильвании, с 1753 по 1774 год — ту же должность в масштабе всех североамериканских колоний.
В 1736 году Франклин был избран в Пенсильванское провинциальное собрание, где тотчас же стал весьма влиятелен. Был Франклин по выбору и мировым судьёй (не оставляя своей должности почтмейстера), выбирался и на другие почётные должности. Во время войны с французами и индейцами Франклин всеми мерами старался побудить своих сограждан помогать метрополии. Он организовал милицию, состоявшую (для всей Пенсильвании) из 12 тысяч человек, — и в 1754 году эта милиция сыграла значительную роль в обороне колонии, оставшейся совсем беззащитной после поражения регулярной британской армии. Франклин сам принимал деятельное участие в войне; он же бескорыстно (и в прямой себе убыток) организовал тогда британскую интендантскую часть.
В 1737 г. его избрали директором пенсильванской почты.
В 1754 году губернаторы тринадцати колоний созвали своих представителей в Олбани на Олбанский конгресс для выработки системы общей обороны против французов. Франклин воспользовался конгрессом, чтобы предложить план федерации колоний. Каждая колония должна была выбирать от 2 до 7 депутатов в общее колониальное собрание, которое бы ведало вопросы обороны от индейцев и от других врагов и пр. Президент собрания назначался бы британским правительством; выборы депутатов производились бы раз в три года; собрание должно было иметь право налагать налоги на всю федерацию. Конгрессу в Олбани этот проект понравился, но британское правительство оставило его без рассмотрения, да и отдельные провинциальные собрания отнеслись к нему по разным причинам довольно холодно.
Оставаясь лояльным британским подданным, Франклин, тем не менее, стал приходить все более и более в обостренные отношения с представителями метрополии: в Пенсильванском провинциальном собрании он сделался главой оппозиции против губернатора, который слишком деспотически пользовался своим правом неутверждения постановлений собрания. Но бороться с губернатором в Филадельфии, где закон давал твердую почву для его произвола, было немыслимо, поэтому собрание решило отправить Франклина в Лондон для исходатайствования у британского правительства некоторого ограничения прав губернатора. С небольшим перерывом Франклин оставался в Лондоне до 1762 года, а затем вернулся туда в 1763 году представителем от колоний, желавших избавиться от налога, который Великобритания вводила в Америке для покрытия расходов на войну с Францией.
Когда был издан акт о гербовом сборе и в колониях поднялась по этому поводу целая буря негодования, Франклина призвали в палату общин в качестве как бы эксперта по части американских дел. Франклин категорически заявил, что американцы будут платить гербовой сбор только в том случае, если их силой оружия заставят это делать. Его спросили, какие же изменения нужно сделать в законе, чтобы американцы стали его исполнять. «Только одно, — отвечал Франклин: — написать, что закон входит в силу не с 1 ноября 1765 года, а с 1 ноября 2765 года. Дело всего в одной цифре — и американцы успокоятся».
Гербовый акт был отменен, но в 1767 году установлен налог на сахар, чай, бумагу и оконные стекла; одновременно изданы были и другие прямо враждебные колониям постановления. Франклин сразу стал на стороне тех, которые, не думая ещё об окончательном отложении, пропагандировали необходимость сопротивляться Великобритании изо всех сил. «Восстания нет, но его создадут», — повторял он в это время. Такие мнения считались тогда в Америке отсталыми, слишком умеренными: общественное мнение явственно склонялось в сторону войны. Он выступил с целым рядом политических памфлетов. Два его памфлета («Прусский эдикт, устанавливающий права Пруссии над Англией», 1773; «Как из великой империи сделать маленькое государство — совет, представленный новому министру при вступлении в должность») представляют собой образцы иронии. Во втором памфлете, между прочим, говорится: «никогда не отменяйте меры, которая оскорбляет колонистов… Чтобы иметь верные сведения о колониях, слушайте одних губернаторов и тех чиновников, которые враждебно относятся к колониям. Поощряйте и награждайте корыстолюбивые показания, утаивайте ложные обвинения, чтобы нельзя было их опровергнуть, и поступайте так, как будто бы вся эта ложь была бы правдой. Не слушайте никогда друзей народа; думайте всегда, что народные жалобы — выдумки горсти демагогов и что вам стоит только словить их и перевешать, тогда всё будет спокойно. Поймайте некоторых из них и повесьте. Кровь мучеников делает чудеса, и вы добьётесь того, чего хотите».
В 1773 году Франклину удалось получить в свои руки тайную переписку губернатора и вице-губернатора Массачусетса с британскими государственными людьми, ясно обличавшую их предательскую роль относительно американских вольностей и прав. Эта переписка была напечатана, быстро разошлась и страшно усилила вражду колонистов к британцам. В британском парламенте разразилась буря: Франклина в лицо называли вором, укравшим письма, и т. д. Все это произошло уже в январе 1774 года, то есть спустя полтора месяца после того, как в Бостоне были выброшены в море 340 ящиков английского чая.
1 февраля 1775 года в присутствии Франклина состоялось бурное заседание палаты лордов, во время которого лорд Сандвич обвинял Чатама в том, что он поддается влиянию «опаснейшего врага Англии», то есть Франклина. Чатам возразил, что его проект примирения совершенно самостоятелен, а что касается до Франклина, то самое существование такого человека «делает честь его нации».
Проект Чатама не был принят, и Франклин отплыл в Америку. Едва он прибыл в Филадельфию, как его единогласно избрали депутатом в собиравшийся 10 мая 1775 году Второй Континентальный конгресс. Здесь он всецело присоединился к тем, которые в усиленном вооружении видели единственный путь к лучшему будущему. Франклин принимал участие в составлении декларации независимости, объявлявшей колонии «Соединенными Штатами», он особенно настаивал на том, чтобы все члены конгресса без исключения подписали этот акт.
В 1776 году назначен первым в истории США генеральным почтмейстером.
В 1776 году Франклин был направлен в качестве посла во Францию с целью добиться союза с нею против Великобритании, а также займа.
После возвращения в Америку Франклин настаивал на сохранении принципа федерации всех колоний с предоставлением в то же время самого широкого местного самоуправления каждой из них. При заключении мира с Великобританией Франклин был самым активным и искусным из трёх комиссаров, уполномоченных конгрессом вести переговоры о мире.
Последние семь лет своей жизни Франклин провёл мирно и счастливо в кругу семьи. Он много читал, живо интересовался наукой, а также общественной жизнью Америки и Европы. Принимая деятельное участие в собрании, имевшем целью выработать конституцию, Франклин имел, в общем, решающее значение в самых важных вопросах. Федерация и полное местное самоуправление оставались руководящими принципами его государственной деятельности. В последние годы жизни Франклин принял участие в совсем ещё слабом тогда аболиционистском движении. Он был принципиальным противником рабовладельчества и в самый год смерти представил конгрессу петицию аболиционистов, оставшуюся без удовлетворения.
Франклин скончался 17 апреля 1790 года. На его похороны в Филадельфии собралось около 20 тысяч человек, при том, что всё население города в том году составляло 33 000 человек, включая младенцев. На его надгробном камне выбита эпитафия: «Он вырвал у неба молнию, а затем у тиранов — скипетры».
Франклин был посвящён в Братство Вольных Каменщиков в начале 1731 года в Ложе Святых Иоаннов в Филадельфии; 7 апреля 1778 года в Ложе Девяти Сестёр был ассистентом посвящения в Братство Вольтера, а 21 мая 1779 года избран Мастером этой Ложи.

## Автобиография
Автобиографией Бенджамина Франклина традиционно называют незавершённую запись о его собственной жизни, написанную в период с 1771 по 1790 год. Однако сам Франклин, вероятно, считал эту работу своими мемуарами. Работа была опубликована после смерти автора.

## Воззрения
В основе политических воззрений Бенджамина Франклина лежала концепция естественных и неотъемлемых прав человека, к которым он относил жизнь, свободу, собственность. Взгляды Франклина на политическое устройство североамериканских колоний с течением времени, однако, менялись. До 1765 года он рассматривал колонии как часть Британской империи. Затем пришёл к идее федерального устройства, на основе полного равенства всех колоний и метрополии под властью короля. Наконец, когда противоречия между Англией и колониями стали неразрешимыми, Франклин, убедившийся после провала составленного им обращения в Британском парламенте, что повлиять на политику Лондона с помощью петиций нет никакой возможности, ратовал за полное отделение колоний от метрополии и провозглашение политической независимости. Позднее выступал против усиления роли исполнительной власти, в частности, против предоставления Джорджу Вашингтону чрезвычайных полномочий, за установление всеобщего избирательного права, не ограниченного имущественным цензом, был решительным противником рабства.
По своим философским воззрениям Бенджамин Франклин примыкал к деизму. Ортодоксальной церковной догме противопоставлял идею «естественной религии», в которой роль Бога сводилась к акту сотворения мира. Сформулировал собственный вариант теории трудовой стоимости.
В соответствии с изложенным в своей «Автобиографии», Франклин разработал и пытался претворять в жизнь план по достижению морального совершенства и искоренению вредных привычек, который основывался на выработке навыка в 13 перечисляемых им добродетелях.

## Научная и изобретательская деятельность
- Ввёл общепринятое теперь обозначение электрически заряженных состояний «+» и «−»;
- установил тождество атмосферного и получаемого с помощью трения электричества и привёл доказательство электрической природы молнии;
- установил, что металлические острия, соединённые с землёй, снимают электрические заряды с заряженных тел даже без соприкосновения с ними, и предложил в 1752 году проект молниеотвода;
- изобрёл бифокальные очки (1784);
- получил патент на конструкцию кресла-качалки;
- в 1742 году изобрёл эффективную экономичную малогабаритную печь для отопления домов, получившую название печь Франклина (или «пенсильванский камин»), а в 1770 году принципиально её усовершенствовал и специально не стал её патентовать для блага всех сограждан;
- выдвинул идею электрического двигателя и продемонстрировал «электрическое колесо», вращающееся под действием электростатических сил;
- впервые применил электрическую искру для взрыва пороха;
- объяснил принцип действия Лейденской банки, установив, что главную роль в ней играет диэлектрик, разделяющий проводящие обкладки;
- принципиально усовершенствовал стеклянную гармонику, для которой стали сочинять Моцарт, Бетховен, Доницетти, Р. Штраус, Глинка и Чайковский;
- разработал собственную систему управления временем;
- собрал обширные данные о штормовых ветрах (норд-остах) и предложил теорию, объяснявшую их происхождение;
- при участии Бенджамина Франклина были проведены измерения скорости, ширины и глубины Гольфстрима, и это течение, название которому дал Бенджамин Франклин, было нанесено на карту (1770).

Франклин был избран членом академий многих стран, в том числе Лондонского королевского общества (1756) и Российской академии наук (1789 год, почётный член; первый американский член Петербургской АН).

### Изучение Гольфстрима
Будучи директором почт колоний, он обратил внимание на жалобы, что почтовые пакетботы, отправлявшиеся из английского порта Фалмут в Нью-Йорк, шли на две недели дольше, чем обыкновенные торговые суда из Лондона в Нью-Порт, находящийся несколько восточнее Нью-Йорка. Оказалось, что виной тому был Гольфстрим. Почтовыми судами командовали английские моряки, незнакомые с этим течением, а торговыми судами — американские моряки, которые смолоду принимали участие в морских промыслах у берегов Америки. По настоянию Франклина моряки стали наносить свои наблюдения на карты, результатом чего стала первая карта Гольфстрима.

### Изучение атмосферного электричества
Широко известен опыт Франклина по выяснению электрической природы молнии. В 1750 году он опубликовал работу, в которой предложил провести эксперимент с использованием воздушного змея, запущенного в грозу. Такой опыт был проведён 10 мая 1752 года французским учёным Томасом-Франсуа Далибардом. Не зная об опыте Далибарда, Франклин провёл свой собственный эксперимент с воздушным змеем 15 июня 1752 года в Филадельфии. Опыт Франклина был описан в работе Джозефа Пристли «История и теперешнее состояние электричества» (англ. History and Present Status of Electricity) 1767 года. Пристли говорит о том, что Франклин был изолирован в процессе эксперимента, чтобы избежать создания смертельно опасного контура протекания тока (некоторые исследователи погибли во время проведения подобных экспериментов: в 1753 году при исследовании атмосферного электричества незаземлённым прибором погиб российский учёный Георг Рихман). В своих записях Франклин говорит о том, что знал об опасности и нашёл альтернативный путь демонстрации электрической природы молнии, о чём говорит использование им заземления. Распространённая версия проведения опыта гласит о том, что Франклин не стал дожидаться, когда молния ударит в запущенного змея (это было бы смертельно опасно). Вместо этого он запустил змея в грозовое облако и обнаружил, что змей собирает электрический заряд.

## Личная жизнь
В 1723 году в Филадельфии семнадцатилетний Франклин познакомился с девушкой по имени Дебора Рид (1708—1774), ставшей его невестой. Но во время длительного пребывания Франклина в Лондоне Дебора Рид вышла замуж за другого. Когда Франклин вернулся в Филадельфию, то с 1730 года он стал сожительствовать с Деборой Рид, которая к тому времени уже была брошена сбежавшим от долгов мужем.
Франклин и Дебора воспитывали незаконнорождённого сына Франклина Уильяма (1730—1813), мать которого точно неизвестна. У Бенджамина Франклина с Деборой родилось ещё двое детей: дочь Сара (1743—1808), вышедшая замуж за генерального почтмейстера США с 1776 по 1782 год Ричарда Бача (1737—1811) и сын Френсис (1732—1736), который умер в 4 года, заразившись оспой.
Когда Франклин в 1757 году вновь отправился в Великобританию, то Дебора не сопровождала его, так как боялась плавания через океан. Больше он вместе с Деборой не жил.
У Бенджамина Франклина было немало любовниц, его последней страстью называют Анну Катерину де Линевилл, вдову Гельвеция, с которой он познакомился в конце 1770-х годов в Париже.
Известно письмо, написанное Франклином в 1745 году неизвестному другу, в котором Франклин советовал другу выбирать любовниц постарше и делился интимными подробностями, почему женщины в возрасте лучше юных девушек.

## Рабство
Франклин владел восемью рабами, он зарабатывал как на международной торговле рабами, так и на внутренней. Также Франклин критиковал рабов, сбегавших от своих хозяев, чтобы вступить в Британскую армию во время войн, в которые были вовлечены Тринадцать колоний в период с 40-х по 50-е годы восемнадцатого века. Однако Франклин позже стал «умеренным аболиционистом» и открыто выступал против практикования рабства американским высшим сословием. В 1758 году Франклин поддерживал открытие школы для чёрных рабов в Филадельфии. Франклин взял двоих рабов с собой в Англию, Питера и Кинга; Кинг же оставил службу в 1756, к 1758 году он работал на семейство в Суффолке. Возможность Франклина силой вернуть Кинга вызывает сомнение в контексте ранних решений британского общего права и в более позднем деле Шэнли против Харви, к тому же попыток он не совершал.
После возвращения из Англии в 1762 году Франклин стал по характеру заметно большим сторонником аболиционизма, критикуя рабство в Америке. На фоне дела Сомерсета против Стюарта Франклин выразил недовольство в сторону британцев за торжество по поводу освобождения одного раба Джеймса Сомерсета, который прибыл на британскую землю, в то время как парламент Великобритании отказался принять законы, которые упразднили бы работорговлю. Франклин, однако, отказался публично вести дебаты о проблеме рабства во время Конституционного конвента 1787 года. Франклин никогда полностью не отказывался от института рабства и находился по обе стороны конфликта.
На момент основания Америки в США насчитывалось около полумиллиона рабов, в основном в пяти самых южных штатах, где они составляли до 40 % населения. Многие выдающиеся Отцы-основатели — в особенной степени Томас Джефферсон, Джордж Вашингтон и Джеймс Мэдисон — владели рабами, а многие другие — нет. Бенджамин Франклин считал, что рабство — это «зверское падение природы человека» и «источник ужасных зол». Он и Бенджамин Раш основали Пенсильванское общество отмены рабства в 1774 году.
В последние годы своей жизни, когда Конгрессу пришлось решать вопрос рабства, Франклин написал несколько эссе, которые подчёркивали важность отмены рабства и об интеграции чернокожих в Американское общество.
В 1790 году квакеры из Нью Йорка и Пенсильвании представили свою петицию об отмене рабства в Конгресс. Её содержание было поддержано Пенсильванским обществом отмены рабства и Бенджамином Франклином — её президентом.

## Вегетарианство
Франклин стал вегетарианцем в подростковом возрасте, когда подрабатывал в типографии.
Он также объявил употребление мяса «неспровоцированным убийством». Несмотря на свои убеждения, он съел жареную треску на корабле, плывущем из Бостона, оправдывая употребление животного тем, что в желудке рыбы находилась другая рыба. Тем не менее, он осознал ошибочность этических принципов в этом аргументе и продолжал оставаться вегетарианцем время от времени. Он был «в восторге» от тофу, о котором узнал из трудов испанского миссионера в Китае Доминго Фернандеса Наваррете. Франклин отправил образец соевых бобов известному американскому ботанику Джону Бартраму, а до этого написал британскому дипломату и эксперту по китайской торговле Джеймсу Флинту, чтобы узнать, как делают тофу. Считается, что их переписка является первым задокументированным использованием слова «тофу» в английском языке.

## Оценки
Из письма Робеспьера, адресованного Б. Франклину (10 октября, 1783): «…я…буду ещё более счастлив, если мне удастся получить одобрение человека, который по заслугам сделался самым знаменитым учёным вселенной».
Дейл Карнеги: «Если вы хотите получить превосходные советы о том, как обращаться с людьми, управлять самим собой и совершенствовать свои личные качества, прочтите автобиографию Бенджамина Франклина — одну из самых увлекательных историй жизни».
Решением Всемирного Совета Мира имя Франклина включено в список наиболее выдающихся представителей человечества. 

## Произведения Франклина на русском языке
- Учение добродушного Рихарда. — СПб.: Вольн. тип. Карла Шнора,1784. — 32 с.
- Как благополучно век прожить: Наука доброго человека Рихарда: пер. с фр. — М.: Тип. Ф. Гиппиуса, 1791. — 62 с.
- Правила для шашечной игры, сочиненные Франклином, и переведенные с французского языка. — СПб., 1791. — 12 с.
- Отрывок из записок Франклиновых с присовокуплением Краткого описания его жизни и некоторых его сочинений (пер. с фр А. Т.). — М.: Унив. тип., у Ридигера и Клаудия, 1799. — 111 с.
- Собрание ранних сочинений Вениамина Франклина: пер. с фр. — М.: Тип. Платона Бекетова, 1803. — 209 с.
- Ручная философия, или Наука доброго Ричарда. — М., 1804. — 70 с.
- Правила, руководствующие к лучшей нравственности / пер. с фр. П. Енгалычев. — СПб.: Тип. Департамента нар. просвещения, 1825. — 35 с.
- Учение Ришарда добродушного, или Способ платить налоги: с прил. краткого жизнеописани—я и портр. авт.: пер. с фр. — М.: Тип. А. Селина, при Мед -хирург. акад., 1830. — 25 с.
- Трудолюбие, умеренность и промышленность: нравоучения для детей: пер. с анг. — М.: Тип. Лазарова ин-та вост. яз., 1835. — 48 с.
- То же. — 2-е изд. — М.: Тип. С. Селивановского, 1847.— 48 с.
- Искусство быть достаточным и счастливым: ручная книжка для каждого: с нем. — СПб.: Акад. наук, 1836. — 32 с.
- Наука добряка Ришара и средства к обогащению. — СПб.: А. Ситенский-Селявин, 1869. — 53 с.
- Секрет как разбогатеть: из сочинений Вениамина Франклина (начавшего свою карьеру наборщиком и сделавшимся впоследствии первым государственным человеком Северо-Амер. Штатов) с прил. анекдотов и характерных эпизодов из его жизни (пер. с англ. И. Е. Зегимеля). — СПб.: И. Е. Зегимель, 1881. — 16 с.
- Избранные произведения / [общ. ред. и вступ. ст. М. П. Баскина]; АН СССР. Ин-т философии. — М.: Госполитиздат, 1956. — 631 с.
- Опыты и наблюдения над электричеством / пер. с англ. В. А. Алексеева; ред. ст. и коммент. Б. С. Сотина; АН СССР. — М.: Изд-во АН СССР, 1956. — 271 с. — (Классика науки)
- Американские просветители: избр. произведения: в 2 т. / АН СССР. Ин-т философии. — М.: Мысль, 1968—1969. — (Филос. наследие).
- Автобиография. Памфлеты; Сент Джон де Кревекер. Письма американского фермера / [вступ. ст. А. Старцева: с. 3—22; коммент. Л. Слезкина и др.]. — М.: Худож. лит., 1987. — 749 с. — (Б-ка лит. США).
- «Автобиография» Б. Франклина / подгот. текста и коммент. М. Кореневой. — М.: Московский рабочий, 1988. — 47, [2] с. — (Первоисточники).
- О свободе и необходимости, наслаждении и страдании. — М.; СПб.: Центр гуманитарных инициатив, 2017. — С. 5—22.
- Опыты и наблюдения над электричеством: Классики науки. — М.: Книга по Требованию, 2013. — 372 с. — ISBN 978-5-459-32812-8
- «Необходимые советы тем, кто хотел бы стать богатым»;
- «Путь к изобилию»;
- «Альманах простака Ричарда»;
- «Свисток» (письмо — рассказ);
- Франклин, Б. Время — деньги : автобиография / Бенджамин Франклин; [перевод с английского М. Лорие]. — Москва : Издательство АСТ, 2023. — 320 с. — (Эксклюзивная классика). — ISBN 978-5-17-157675-2.

## Память
В Филадельфии, штат Пенсильвания, США, 5 февраля 1824 года был основан Институт Франклина — научный музей и центр научного образования и исследований. Там также находится Национальный мемориал Бенджамина Франклина.

### Скульптуры
- Бюст Бенджамина Франклина. Жан-Антуан Гудон. Мрамор (58,7 × 36,8 × 28,6 см).  1778
- Памятник Франклину в Lincoln Park Chicago
- Могила

### Топонимы
- Франклин — основанный 26 октября 1799 года и названный в честь Бенджамина Франклина город в округе Уильямсон штата Теннесси (США).
- В 1935 г. Международный астрономический союз присвоил имя Франклина кратеру на видимой стороне Луны.

### В филателии
- Почтовая марка США,
1861 год
- Почтовая марка США,
1895 год
- Почтовая марка США,
1903 год
- Почтовая марка США,
1918 год
- Почтовая марка СССР,
1956 год
- Почтовая марка Канады,
1977 год

- Франклин также изображён на почтовой марке Великобритании 1976 года.

### В бонистике
С 1914 года портрет Бенджамина Франклина по живописному оригиналу Жозефа Дюплесси помещали на всех купюрах достоинством в 100 долларов США.
- 100 долларов США. Серия 1914 г.
- 100 долларов США. Серия 1934 г.
- 100 долларов США. Серия 2006 г.
- 100 долларов США. Серия 2009 г.

## Образ в культуре

### В живописи
- Эдвард Харрисон Мэй. Леди Хау ставит мат Бенджамину Франклину (1867)
- «Бенджамин Франклин получает заряд электрического тока с небес» Художник Бенджамин Уэст (1738-1820)

### В кино
- Мария-Антуанетта (США, 1938) — актёр Уолтер Уокер[англ.]
- «Джон Пол Джонс» (1959)
- «Джон Адамс» (2008)
- «Сыны свободы» (2015)
- «Франклин» (2024)

### В видеоиграх
- Присутствует в компьютерной игре Assassin’s Creed III
- Присутствует в компьютерной игре Assassin’s Creed Rogue

### В литературе
Франклин — один из ключевых персонажей романа Лиона Фейхтвангера «Лисы в винограднике».
Статуи «Поющего Бена» в виде Бенджамина Франклина были описаны в романе Виктора Пелевина «Смотритель».